# DeepDream

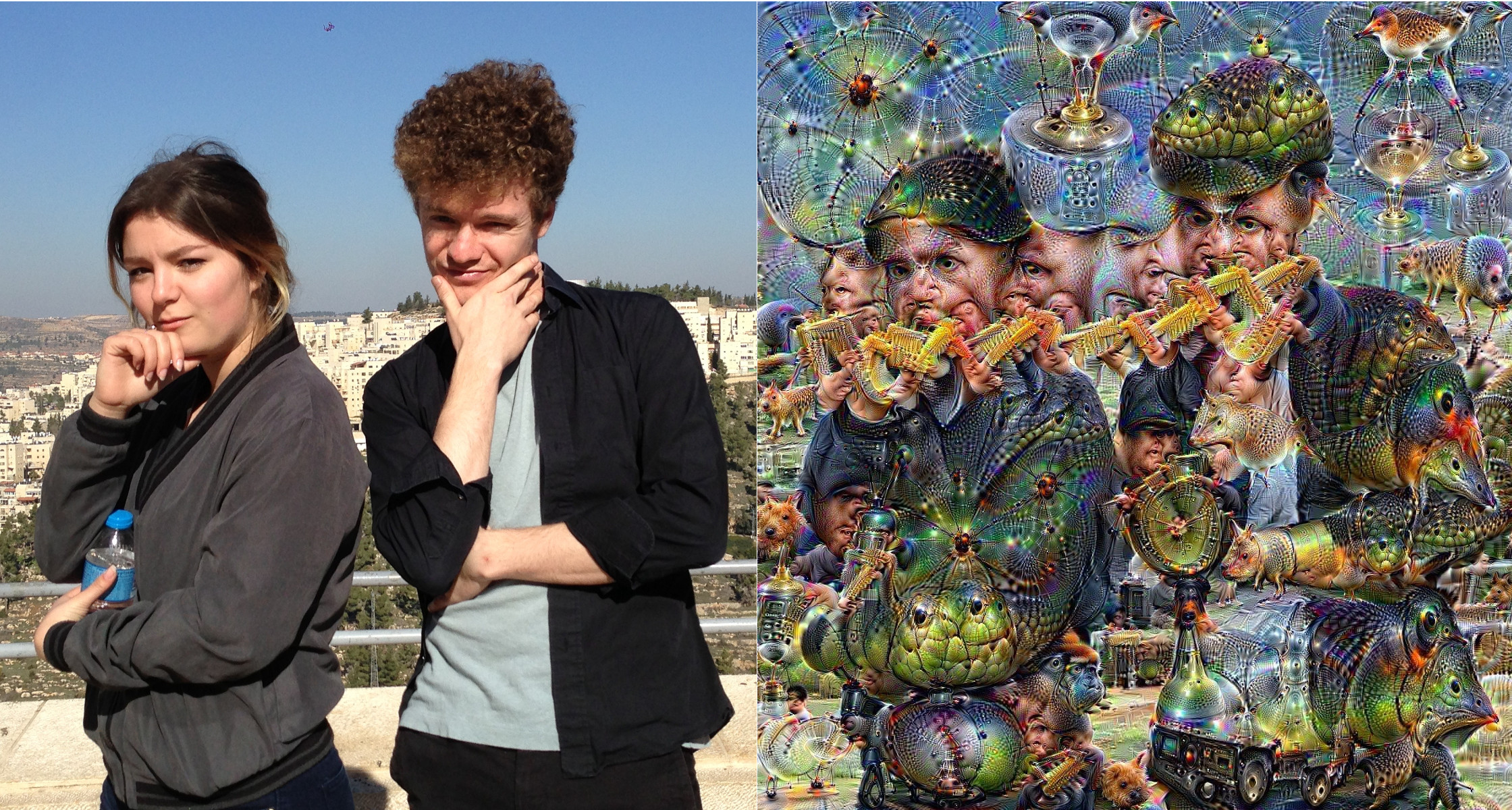
Photographie avant et après un traitement partiel par DeepDream.

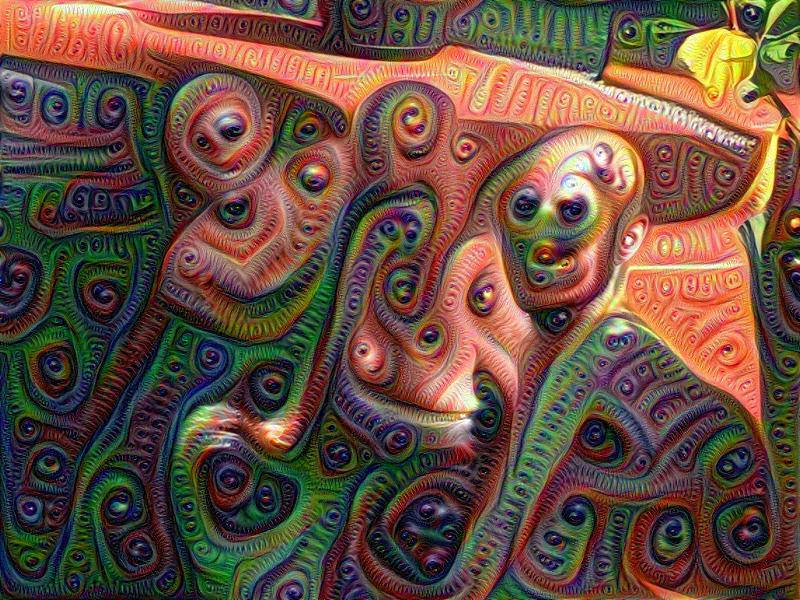
Étape avancée du traitement d'une photographie de trois hommes.

DeepDream est un programme de vision par ordinateur créé par Google qui utilise un réseau neuronal convolutif pour trouver et renforcer des structures dans des images en utilisant des paréidolies créées par algorithme, donnant ainsi une apparence hallucinogène à ces images,,.

## Logiciel

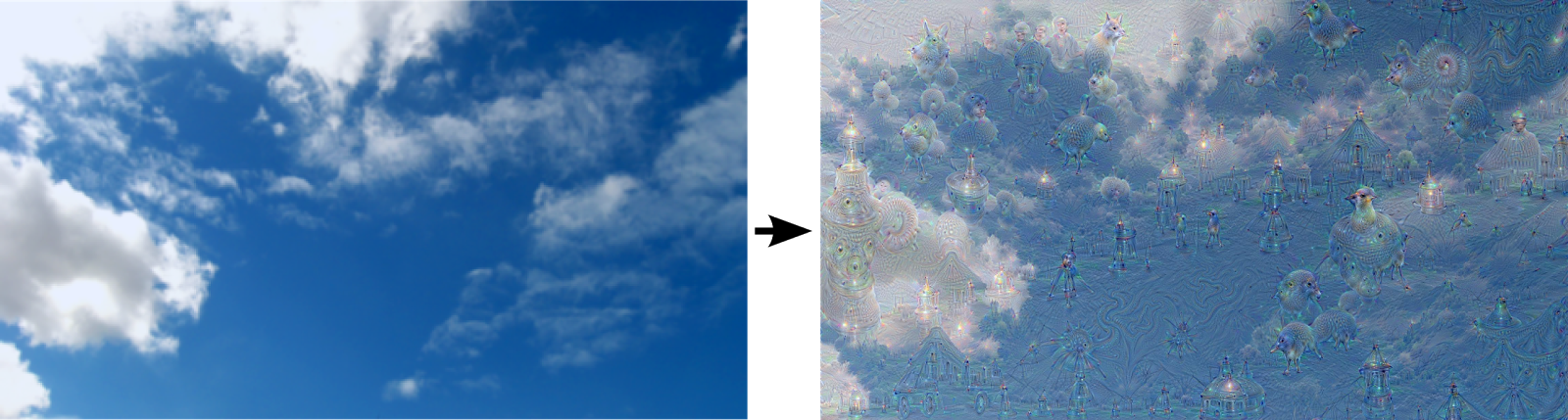
Photographie de ciel nuageux ; à droite, sa transformation par DeepDream.

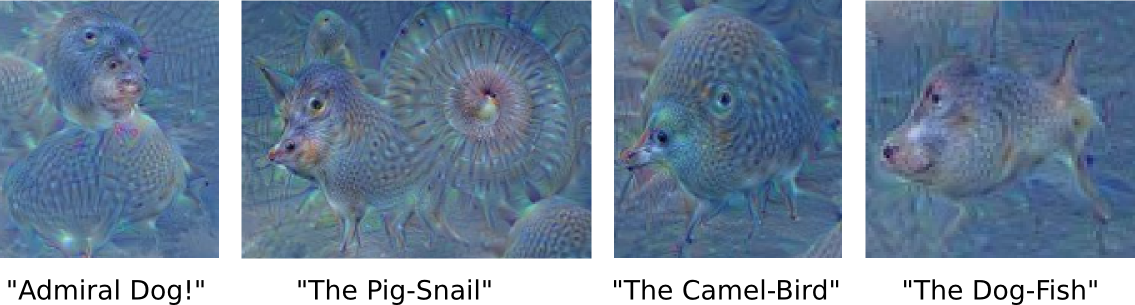
Surinterprétations amenant à des animaux monstrueux dans l'image précédente.

L'idée de départ du programme était de réussir à mieux comprendre le fonctionnement des réseaux de neurones convolutif, en particulier ce qu'il se passe à chaque couche.
La technique utilisée par DeepDream est appelé par les auteurs "Inceptionism", en référence au réseau Inception de Szegedy at al.,. Ce réseau, surnommé "Inception" d'après le film du même nom, a été développé pour le ImageNet Large-Scale Visual Recognition Challenge (ILSVRC, Défi de la reconnaissance visuelle à grande échelle de ImageNet) en 2014, et publié en 2015. Le réseau Inception était destiné au départ à détecter des objets dans des images, avec pour objectif leur classification automatique. 
L'idée de Deep Dream est de renverser ce réseau, en partant d'une image de bruit aléatoire, et en forçant le réseau à générer une image correspondant à un des objets appris. En réitérant l'algorithme pour renforcer les images perçues, il apparaît une forme de paréidolie, créant des images relevant de l'art psychédélique et du surréalisme. La ressemblance souvent mentionnée de ces images avec des hallucinations induites par le LSD et la psilocybine suggère une ressemblance fonctionnelle entre les réseaux de neurones artificiels et certaines couches du cortex visuel, une question qui demandera des études plus approfondies.
Après que Google a publié leurs algorithmes et rendu leur code open source, de nombreux outils sont apparus sur le marché, permettant aux utilisateurs de transformer leurs propres photos, sous forme de services web et d'applications pour ordinateurs de bureau, portables, et même smartphones.